# 泽海狗属
泽海狗属（学名：Hydrarctos）是海狮科下的一个属。

## 下属物种
本属包括以下物种：
- 洛马斯泽海狗 Arctocephalus lomasiensis (Muizon, 1978)